# Tricorynus castaneus
Tricorynus castaneus är en skalbaggsart som först beskrevs av Hamilton 1893.  Tricorynus castaneus ingår i släktet Tricorynus och familjen trägnagare. Inga underarter finns listade i Catalogue of Life.